# Pitino

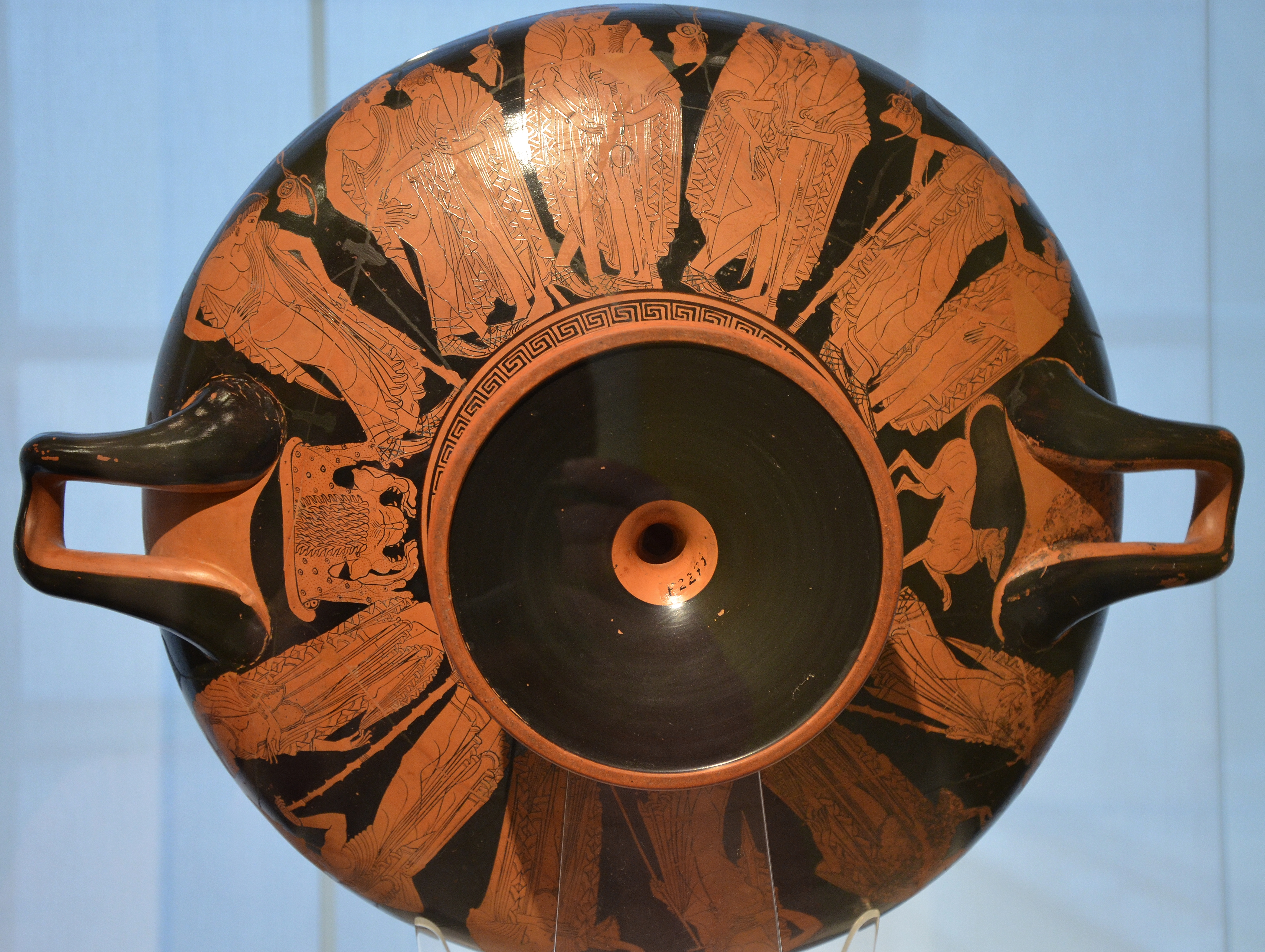
Kílix de figuras rojas [que representa escenas de parejas de novios, tanto homosexuales como heterosexuales, Antikensammlung Berlin (Altes Museum), F 2279

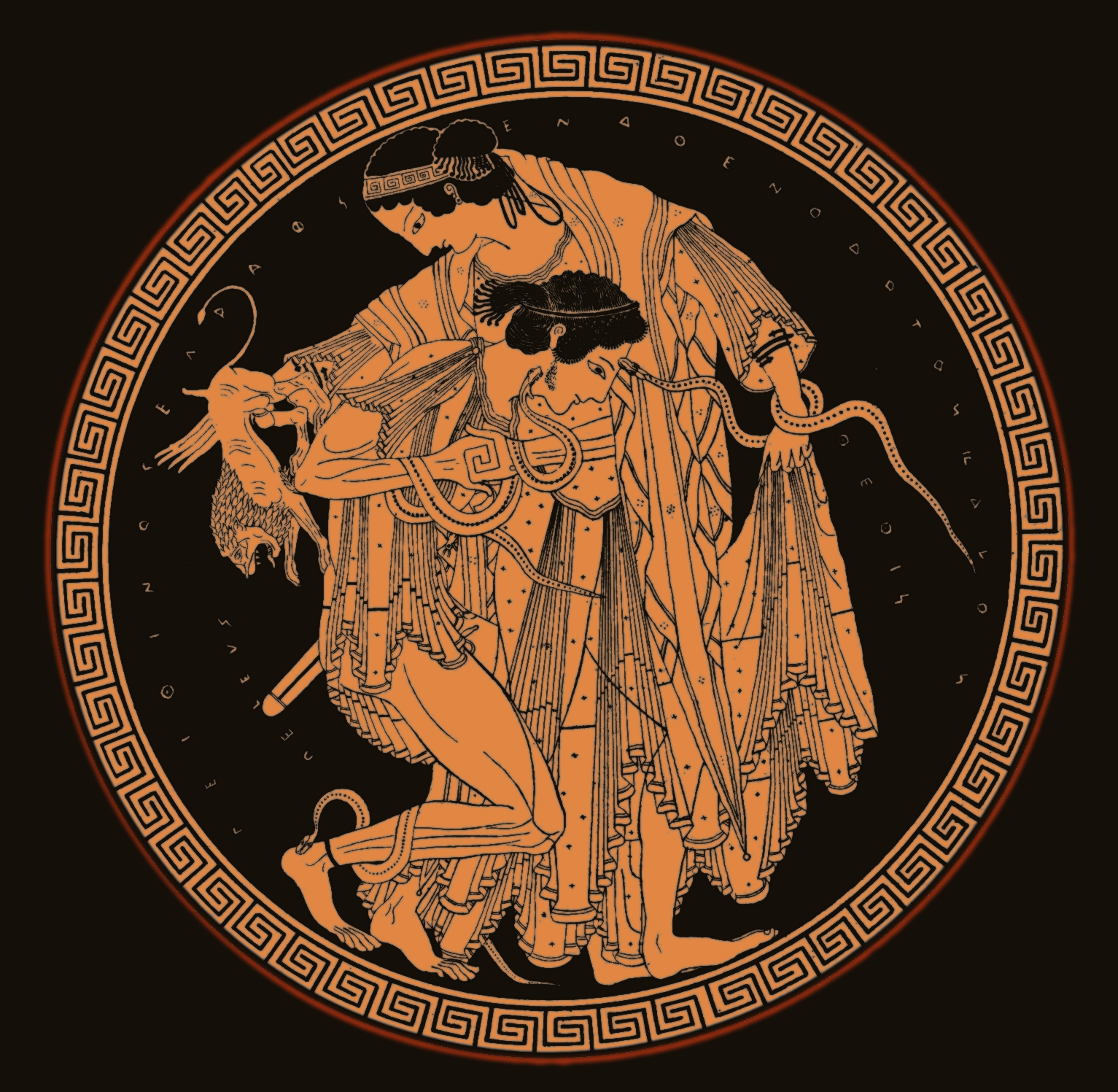
Escena de un tondo de un kílix ático que representa a Peleo y Tetis; pintor: Pitino, ca. 500 a. C., Berlín.

Pitino (en griego antiguo: Πειθινος) fue un pintor ático de vasos de figuras rojas, activo alrededor del año 500 a. C.
Pitino, traducido como ‘persuasor’, es el nombre de un pintor de vasos áticos, especialmente adecuado para sus escenas representadas en un kílix de  figuras rojas de Berlín (Altes Museum, F 2279). El tema principal de estas escenas son los diversos métodos de persuasión en los "juegos" amorosos.
El nombre de este pintor fue conocido durante mucho tiempo solo por la firma (ΠΕΙΘΙΝΟΣ ΕΓΡΑΦΣΕΝ – Pitino lo ‘pintó’) que figura en esta copa de Berlín. Mucho más tarde, sin embargo, se descubrió un fragmento del tondo de una copa con la misma firma (ΠΕΙ[Θ]ΙΝΟΣ [Ε]ΓΡΑΦΕ), que representa a un sátiro con un enócoe de pie delante de una crátera, de la colección privada del Dr. Herbert Cahn de Basilea (Cahn HC52; ARV2 115/1). Como señaló el arqueólogo británico John Beazley, sin las firmas, nadie habría pensado en vincularlas. Sin embargo, no hay motivos para dudar de que sean obra de la misma persona.
El exterior del kílix berlinés, en la cara A, representa cuatro parejas de hombres jóvenes (y adolescentes mayores), con el quinto joven a la izquierda, de pie, solo, con la cabeza inclinada. El artista ha representado aquí diversos métodos de seducción con gran sutileza y sofisticación (la excesiva sofisticación del dibujo adquiere aquí rasgos manieristas). De izquierda a derecha, el erómeno (así llamaban en la antigua Grecia al miembro más joven de la pareja en una relación pederasta) acepta una manzana, un regalo tradicional de amor, de un admirador; el niño que sostiene el aríbalo se prepara para besar a su pareja; el hombre de la siguiente pareja guía la mano del amante hacia sus genitales; el erastés (en una relación pederástica la pareja adulta) de la siguiente pareja encuentra una resistencia decidida mientras se agacha e intenta insertar su pene erecto entre los muslos del chico; el último par parece estar en una situación similar, el amante intentando poner su mano alrededor del cuello del chico mientras este se resiste. Los estrígiles las esponjas y los aríbalos colgados en las paredes identifican el escenario como una palestra (un perro de caza bajo el asa de una copa conduce la mirada del espectador desde las escenas de homosexualidad a las de heterosexualidad. En la cara B, tres parejas heterosexuales conversan: en el extremo izquierdo, un joven con un perro es recibido por una niña; en el medio, una niña le ofrece una manzana al joven; a la derecha, un joven y una niña conversan, él se apoya en un bastón, ella gesticula con la mano izquierda y (¿nerviosamente?) se ajusta la ropa con la derecha.
El tondo representa al héroe Peleo luchando con la diosa Tetis. Según el mito, Tetis estaba destinada a tener un hijo que superaría a su padre. Para evitarlo, Zeus la obligó a casarse con el mortal Peleo. Tetis se resistía a casarse con él e intentó escapar transformándose en diversas criaturas salvajes, pero Peleo demostró su fuerza aferrándose a ella. Aquí se representa a Peleo sujetando a Tetis con fuerza por la cintura durante sus transformaciones. Estas transformaciones están simbolizadas por las serpientes que enroscan las extremidades de la pareja y un pequeño león en su brazo derecho. La firma del artista está pintada a lo largo del borde interior del tondo, así como la inscripción ATENODOTOS KALOS (Atenodoto es hermoso). La iinscripción kalós es común en las primeras obras de la generación de pintores de vasos posteriores al Grupo pionero (se experimentaron varias técnicas de pintura nuevas alrededor del 530–520 a. C.